# Isonychus scutellaris
Isonychus scutellaris är en skalbaggsart som beskrevs av Moser 1918. Isonychus scutellaris ingår i släktet Isonychus och familjen Melolonthidae. Inga underarter finns listade i Catalogue of Life.